# Palicourea comitis
Palicourea comitis är en måreväxtart som först beskrevs av Johannes Müller Argoviensis, och fick sitt nu gällande namn av Julian Alfred Steyermark. Palicourea comitis ingår i släktet Palicourea och familjen måreväxter. Inga underarter finns listade i Catalogue of Life.